# Aníbal Tarabini
Roberto Aníbal Tarabini, né le 4 août 1941 à La Plata en Argentine et décédé le 21 avril 1997 à Berazategui d'un accident de voiture, est un joueur de football international argentin, qui évoluait au poste de milieu de terrain.
Sa fille, Patricia, est une joueuse de tennis professionnelle, qui a remporté la médaille de bronze en double aux Jeux olympiques d'été de 2004.

## Biographie

### Carrière en club
Avec le CA Independiente, il remporte deux titres de champion d'Argentine.
Avec l'AS Monaco, il joue une finale de Coupe de France, en étant battu par l'AS Saint-Étienne. Cette honorable performance lui permet de participer à la Coupe des coupes la saison suivante.
Avec le club monégasque, Tarabini inscrit 5 buts en Division 1, dont notamment un doublé sur la pelouse de Bordeaux en janvier 1974.

### Carrière en sélection
Avec l'équipe d'Argentine, il joue 6 matchs et inscrit un but entre 1966 et 1969. 
Il figure dans le groupe des sélectionnés lors de la Coupe du monde de 1966. Lors du mondial organisé en Angleterre, où l'Argentine atteint les quarts de finale, il ne joue aucun match. Il dispute toutefois trois rencontres comptant pour les tours préliminaires du mondial 1970, inscrivant un but à cette occasion.

## Palmarès
| CA Independiente - Championnat d'Argentine (2) : - Champion : 1967 (Nacional) et 1970 (Metropolitano). |  | AS Monaco - Coupe de France (1) : - Finaliste : 1973-74. |